# Jesús Nazareno de Atotonilco
Helgedomen Jesús Nazareno de Atotonilco är en barockkyrka från 1700-talet, som ligger 14 kilometer från staden San Miguel de Allende i den mexikanska delstaten Guanajuato.

## Historia
Byggnaden började byggas under 1700-talet under prästen Luis Felipe Neri de Alfaros överinseende, som ville bygga en kyrka lik den heliga graven i Jerusalem
Kyrkan består av ett stort centralt mittskepp med sju kapell, sakristia och sex camarines. Kapellen är dekorerade med målningar av Juan Rodríguez Juárez. Helgedomen blev den 8 juli 2008 upptagen på världsarvslistan.

## Målningar
Muralmålningarna som pryder hela kyrkan är ett mästerverk med konstnärligt utbyte mellan Europa och Amerika. De är målade av den lokale konstnären Miguel Antonio Martínez de Pocasangre under 30 år, väggmålningar är ordnade i valfri ordning ettor följd av andra ockuperade hela kyrkan.

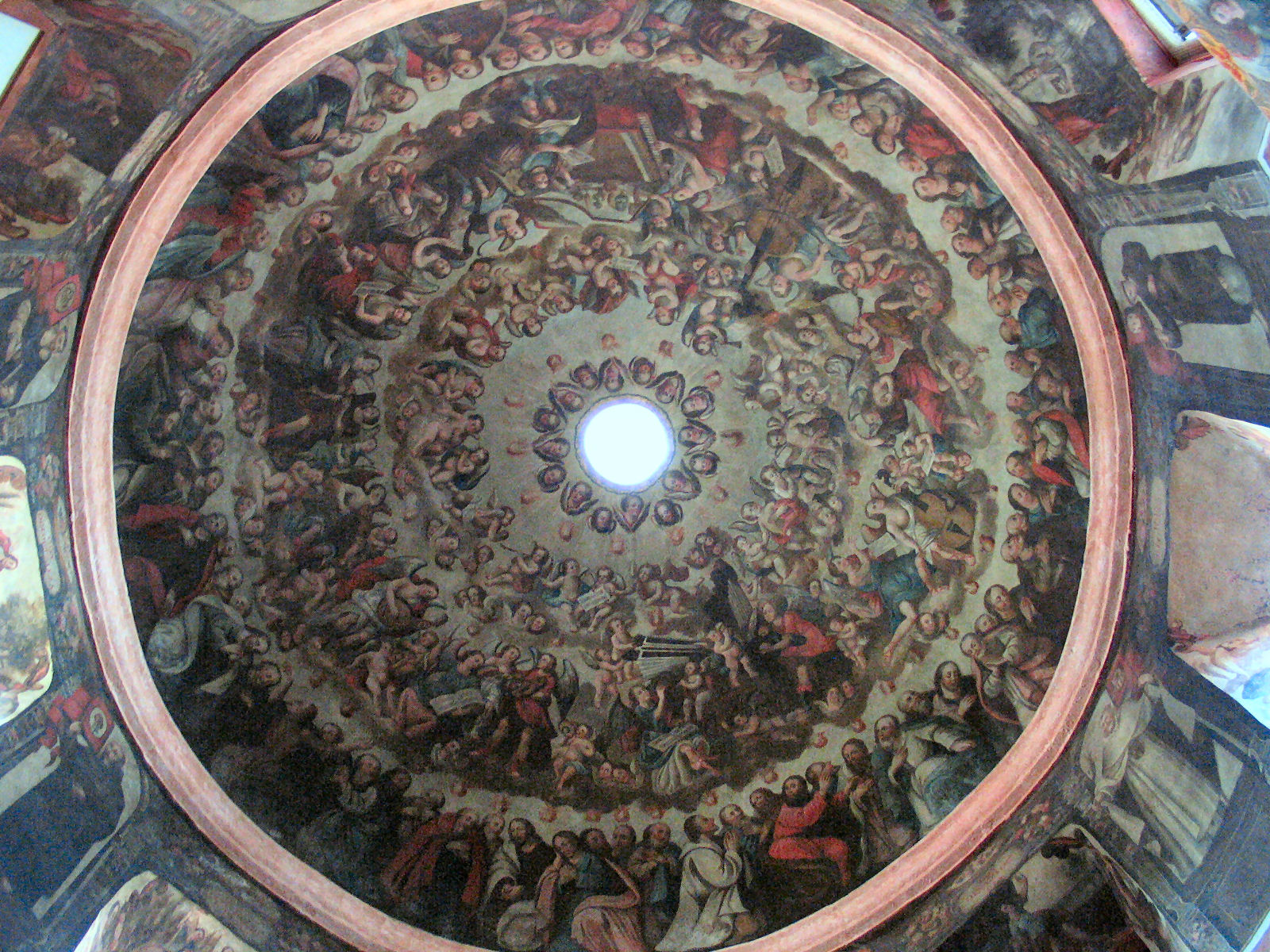
Kupol.
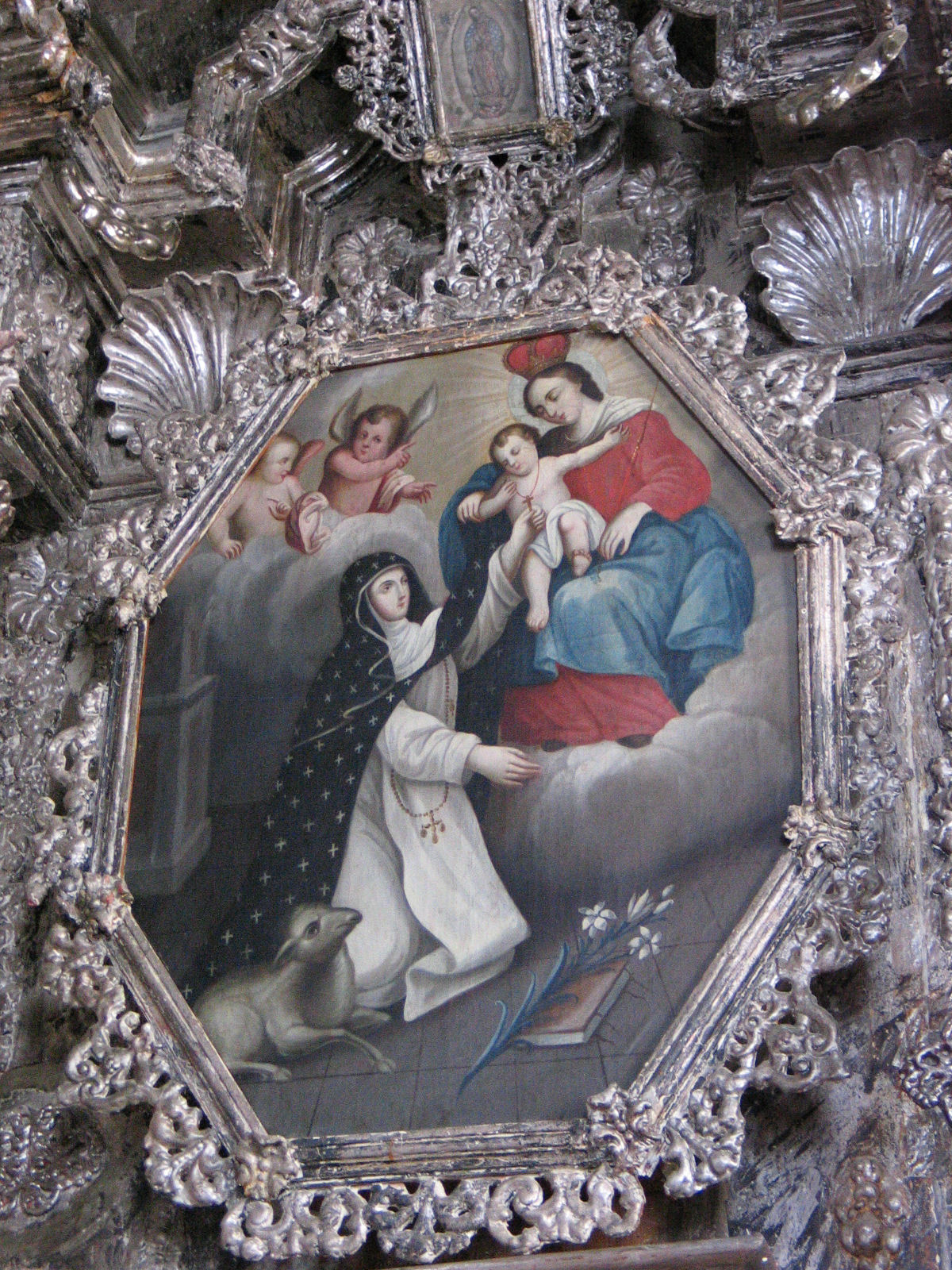
Muralmålning.
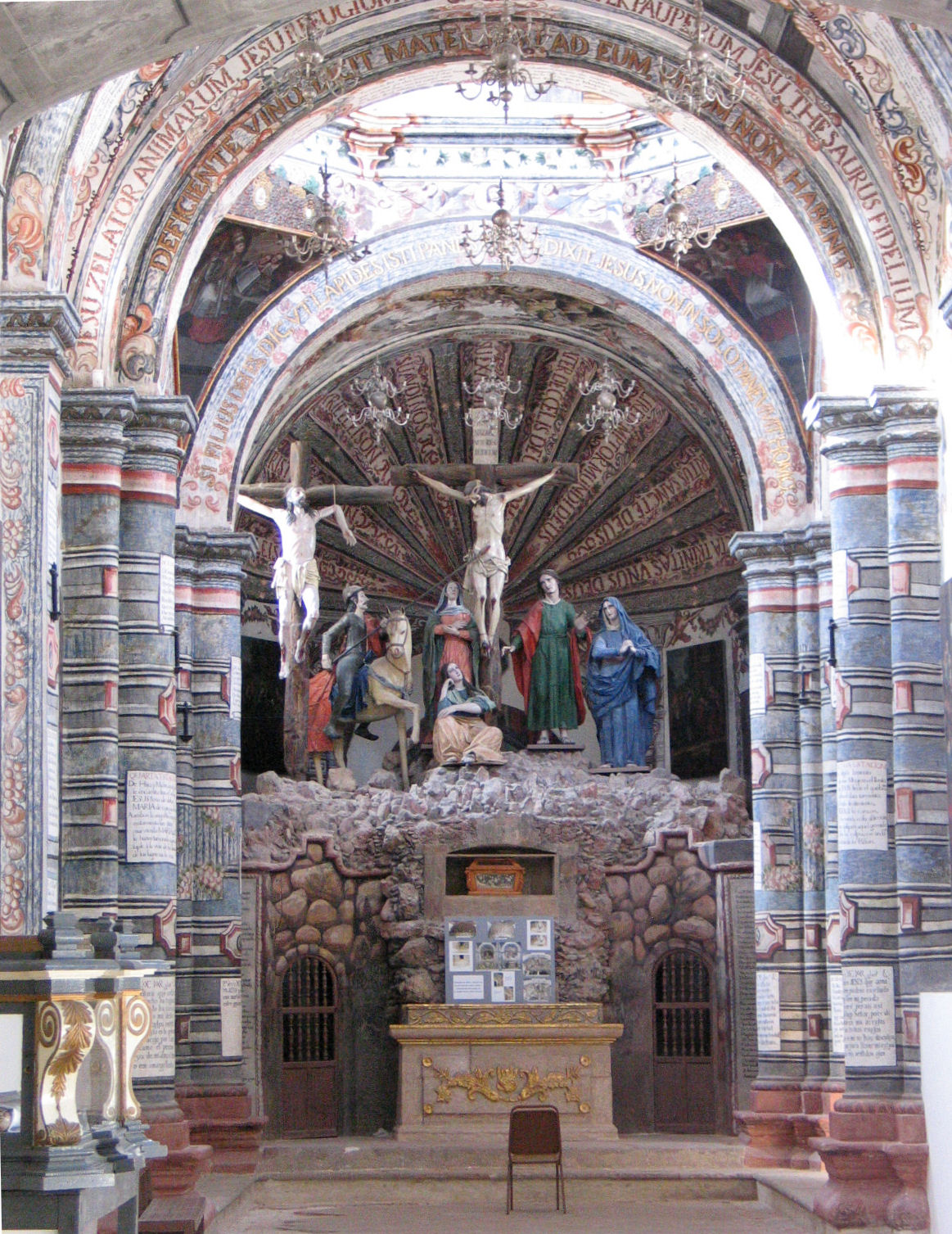
Heliga graven.
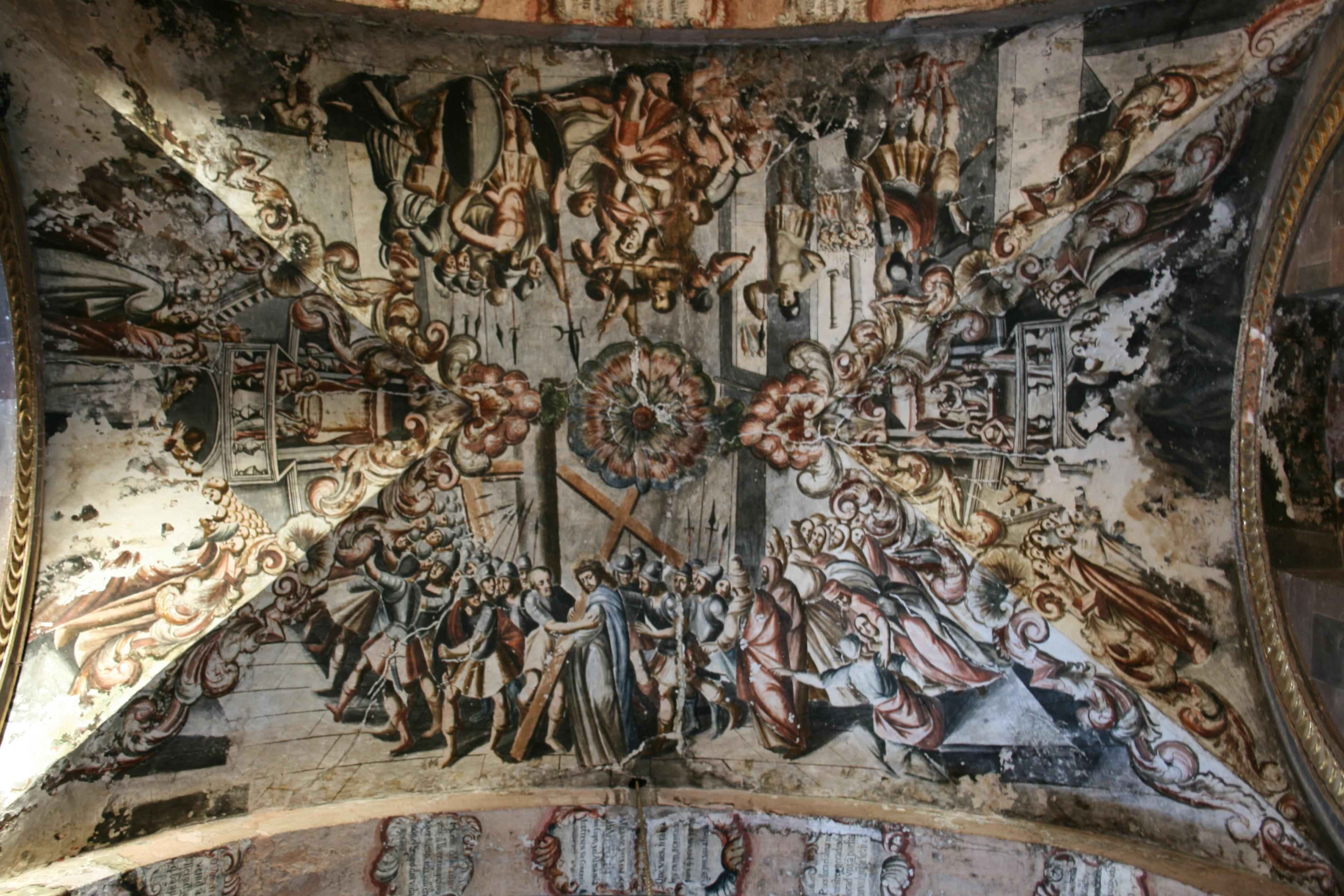
Långhusets tak.